# Bolt Thrower
Bolt Thrower — британская дэт-метал-группа, образовавшаяся в 1986 году в Бирмингеме, Англия, и ставшая (согласно Allmusic) «самой последовательной и стойкой дэт-метал-группой Британии, сумевшей через все взлёты и падения сохранить звучание и не поддаться на коммерческие соблазны». Выпустив первый альбом на Vinyl Solution Records, Bolt Thrower перешли на Earache Records, став в коммерческом отношении ударной силой лейбла. В настоящий момент группа записывается на Metal Blade Records. Название Bolt Thrower имеет отношение к популярной стратегической игре Warhammer (англ. bolt thrower — древнее метательное орудие, известное также как баллиста и считающееся предшественником артиллерийской пушки).

## История группы

### Начало: 1986—1988
Басист Гевин Уорд (англ. Gavin Ward) и гитарист Барри Томпсон (англ. Barry Thompson) приняли решение о начале сотрудничества в сентябре 1986 года, когда в Ковентри встретились на панк/хардкор-концерте. Вскоре к ним присоединились барабанщик Эндрю Уэйл (англ. Andrew Whale) и вокалист Алан Уэст (англ. Alan West). Этот состав (поначалу игравший разновидность трэш-хардкора и находившийся под влиянием с одной стороны — Slayer, с другой — Crass и Discharge) в апреле 1987 года записал демо-плёнку In Battle There Is No Law, за которой последовала вторая кассета, Concession of Pain (сентябрь 1987).
Вскоре Гевин переквалифицировался в гитариста, и в качестве басиста был приглашен Алекс Твиди (англ. Alex Tweedy), который, правда, в студии не появился — Гевин сыграл партии обоих инструментов за него. Через две недели после завершения записи демо-плёнки Твиди был заменён басисткой Джо Бенч (англ. Jo Bench). Этот состав записал первую Peel Session 3 января 1988 года. Вторая демо-плёнка лишь утвердила легендарного ведущего Radio 1 Джона Пила в том, что перед ним группа выдающегося потенциала.
Радио-сессии повлекли за собой первый контракт — с Vinyl Solution, на выпуск одного альбома. Незадолго до начала работы над дебютным лонгплеем основного вокалиста заменил водитель гастрольного фургона группы Карл Уиллетс (англ. Karl Willetts). В 1988 году вышел дебютный альбом In Battle There Is No Law, длившийся полчаса, очень сырой и грубый в звучании и имевший прямое отношение к грайндкору.

### 1989—1994
Неудовлетворённые своим контрактом с Vinyl Solution (лейблом, тогда специализировавшимся исключительно на хардкоре и вяло раскручивавшим сочетание грайнд-дэт-панк-метала, в котором экспериментировала группа), Bolt Thrower перешли на Earache Records, где оказались рядом с такими исполнителями, как Carcass и Napalm Death. Стиль группы изменился, стал более скоростным и жёстким.
Представители Games Workshop, услышав вторую Сессию у Пила (записанную 6 ноября 1988 года), предложили выполнить оформление обложки второго альбома. Realm of Chaos (с подзаголовком Slaves To Darkness) вышел в 1989 году и был почти полностью посвящён «военным» настольным играм: принято считать, что тут сказалось влияние Games Workshop, но в действительности Карл, Энди и Гевин увлекались этой разновидностью игр задолго до начала этого сотрудничества.
После выхода альбома группа вышла в Grindcrusher Tour — вместе с товарищами по лейблу Napalm Death, Carcass и Morbid Angel. В мини-альбом Cenotaph вошла одна композиция («Realm Of Chaos»), записанная в ходе этих концертов, два CD-бонуса из «War Master» и «Realm Of Chaos», а также новая композиция «Cenotaph».
22 июля 1990 года группа в третий и последний раз записалась на Би-би-си у Джона Пила, исполнив черновые версии песен, которые вошли в следующий альбом, а также «Lost Souls Domain» из Realm Of Chaos.
Следующий альбом War Master продолжил начатое в Realm Of Chaos, но аранжировки здесь стали изобретательнее, а инструментальные партии — разнообразнее. Как и предыдущий, этот альбом был записан в студии Slaughterhouse, которая сгорела через две недели после того, как группа завершила здесь свою работу. Снова Games Workshop предложили группе оформить обложку, но из-за высоких расценок предложение пришлось отклонить. Оформил альбом бывший главный дизайнер Games Workshop, в результате чего получилось нечто, очень напоминавшее оформление Realm Of Chaos. Для американского турне в поддержку альбома War Master группа наняла американский школьный автобус в качестве гастрольного фургона, зарядив салон множеством компьютерных игр.
В 1991 году на одном CD вышли все три Peel Sessions.
В ходе работы над The IVth Crusade Bolt Thrower окончательно избавились от грайндкор-влияний, снизили настрой гитар и записала более медленные и тяжёлые песни. В мощном дэт-металлическом звучании группы появились мотивы дум-метала (близкие к Candlemass). За альбомом последовало европейской турне — с польским дэт-метал-бэндом Vader и шведской дэт-метал-группой Grave. Выпустив сингл «Spearhead» (куда были включены утяжелённый ремикс альбомного трека «Spearhead», два новых трека, а также «Dying Creed» из альбома), группа вылетела в США и Австралию.
В альбоме …For Victory (1994) группа частично вернулась к своим грайнд-корням, не забыв и про дум-влияния, хотя вокал зазвучал несколько иначе: в нём стало меньше гроулинга и больше хардкор-скриминга (особенно в «When Glory Beckons» и «Armageddon Bound»). После релиза из группы ушли Карл Уиллетс и Эндрю Уэйл. Американское турне оказалось не слишком удачным, и, вернувшись домой, музыканты почувствовали, что гастролированием сыты по горло. Ограниченным тиражом вышел специальный выпуск альбома с Live CD-бонусом под названием War (иногда он называется «Live War»). После выхода альбома Уиллетса заменили Мартин ван Дрюнен (англ. Martin van Drunen) и Мартин Кирнс (англ. Martin Kearns).

### 1995 — настоящее время
В 1995—1996 годах Bolt Thrower провели два европейских турне. В 1997 году Мартин ван Друнен решил покинуть группу — отчасти из-за болезни (и связанного с ней выпадения волос), отчасти из-за того, что перестал ощущать себя частью коллектива. По крайней мере один концерт с Bolt Thrower отыграл давний друг группы Дэйв Инграм. Также ушёл и Кирнс: его заменил за ударными Алекс Томас (англ. Alex Thomas). В это время Bolt Thrower поменяли лейблы — с Earache перешли на Metal Blade Records.

Уход из Earache был наилучшим ходом, какой только могла сделать группа. Это был отличный лейбл, там записывались хорошие группы, но Earache сгубила жадность. Нас они долгие годы не устраивали, так что когда пришло время продлевать контракт, мы сказали «нет». И подписались к Metal Blade. Не думаю, что Bolt Thrower смогут себе найти идеальный лейбл, но MB определённо один из лучших. — Джо Бенч, 2005.

8 сентября 1998 года в Европе вышел альбом Mercenary (в США релиз состоялся 10 ноября). Временно вернувшийся в группу Карл Уиллетс исполнил здесь вокальные партии; хардкор-влияния снова исчезли. Завершив работу над пластинкой, вокалист вновь покинул состав и группа пригласила Дэйва Инграма, к этому времени ушедшего из Benediction.
В ноябре 1998 года Earache Records выпустили Who Dares Wins, альбом старых записей, часть которых входила в Spearhead EP и Cenotaph EP. Участники Bolt Thrower сочли этот акт попыткой лейбла подзаработать на репутации группы и обратились к фэнам с просьбой не покупать альбом. После выхода альбома группа провела европейский тур Into the Killing Zone.
В 2001 году, вновь проведя короткий евротур (лишь пять концертов), Bolt Thrower приступили к работе над альбомом Honour — Valour — Pride, который вышел в конце года на Metal Blade. В группу к этому времени вновь вернулся Мартин Кирнс, уладивший личные проблемы. Однако ушёл Алекс Томас, разочарованный общим направлением развития коллектива.
В 2004 году Bolt Thrower приступили к работе над материалом для следующего альбома. Планировалось, что он будет записан в мае, а выйдет на Metal Blade к концу года. Тем временем было подготовлено европейское и американское турне. Однако перед самым началом работы Дэйв Инграм по состоянию здоровья покинул состав. Группа отложила альбом и тур, занявшись поиском нового вокалиста. 18 ноября 2004 года было объявлено о возвращении Карла Уиллеттса.
В мае 2005 года началась запись альбома Those Once Loyal. Он вышел в ноябре 2005 года (сначала в Германии) и получил высокие оценки критиков (Rock Sound, Rock Hard, Metal Hammer). В январе и феврале 2006 году Bolt Thrower провели первый этап европейских гастролей, за которым последовали весенние концерты в Скандинавии и Испании. Из-за финансовых проблем концерты в США пришлось отменить. В 2007 году Карл Уиллетт в интервью Metal Review рассказал, что BT работают над новым альбомом.
Мартин Кирнc, ударник Bolt Thrower c 1994 по 1997 г. и затем вновь с 2000 г. скоропостижно скончался 14 сентября 2015 г. в возрасте 38 лет. Bolt Thrower отменили тур по Австралии (первый с 1993 г.)

## Состав
- Карл Уиллетс[англ.] — вокал (1987—1998, с 2004)
- Барри Томсон[англ.] — гитара (с 1986)
- Гэвин Уорд[англ.] — гитара, бас-гитара (с 1986)
- Джо Бенч[англ.] — бас-гитара (с 1987)
- Мартин Кирнc[англ.] — ударные (1994—1997, 2000—2015) †

## Бывшие участники
- Алекс Твиди — бас-гитара (1987)
- Алан Уэст — вокал (1986—1988)
- Дайв Ингрэм[англ.] — вокал (1997, 1998—2004)
- Мартин ван Дрюнен — вокал (1995—1997)
- Алекс Томас — ударные (1997—1999)
- Эндрю Уэйл — ударные (1986—1994)

## Дискография

### Демо
- In Battle There Is No Law (кассета, 1987)
- Concession of Pain (кассета, 1997)

### Студийные альбомы
| Название                            | Год выпуска | Лейбл          |
| ----------------------------------- | ----------- | -------------- |
| In Battle There Is No Law           | 1988        | Vinyl Solution |
| Realm of Chaos - Slaves to Darkness | 1989        | Earache        |
| War Master                          | 1991        | Earache        |
| The IVth Crusade                    | 1992        | Earache        |
| ...For Victory                      | 1994        | Earache        |
| Mercenary                           | 1998        | Metal Blade    |
| Honour-Valour-Pride                 | 2001        | Metal Blade    |
| Those Once Loyal                    | 2005        | Metal Blade    |

### EP
- The Peel Session (Strange Fruit, 1988)
- Cenotaph (Earache, 1991)
- Spearhead (Earache, 1992)

### Концертные сборники и компиляции
- The Peel Sessions 1988-90 (Strange Fruit, 1991)
- War (Earache, 1994)
- Who Dares Wins (Earache, 1998)
- Live War (Earache, 2010)
- Eternal War (Earache, 2014)
- The Best Of Bolt Thrower (Earache, 2016)
- Spearhead/Cenotaph (Earache, 2018)